# Богатки гербу Помян
Богатки гербу Помян (пол. Bogatko, Bohatko, біл. Багатка) — шляхетський рід.

## Походження
Рід Богатків належав до давніх польських шляхетських родів. Походили з Черської землі біля Варшави. Януш Богатко був куявським підконюшим (1362). Марцин Богатко в 1435 р. мав двох синів Анджея і Яна, які по собі залишили численних нащадків.

### Литовська гілка
За припущенням польського історика Романа Горошкевича деякі представники роду осіли в Пінській землі, і після того асимілювалась серед інших місцевих шляхетських родів. З цим згоден і Каспер Несецький, який вказував що одна з гілок після переселення з Мазовського князівства до Литви почала писатись Bohatko.
Пйотр Богатко обіймав посади більського і лідського старости. Мав трьох дітей, з яких двоє осіли в Литві.

## Відомі представники
- Казимір Богатко[pl] (1660—1720) — полковник коронних військ (1692—1705).
- Ян Богатко[pl] (?—після 1775) — камергер короля Станіслава Августа (1776).
- Казимір Богатко[pl] (?—після 1791) — спадкоємець Пйотркувського маєтку, член конфедерації на Чотирирічний сейм 1788 р.